# P26/40
Carro Armato Pesante P26/40 — італійський важкий за національною класифікацією (середній по масі — 26 т) танк періоду Другої світової війни. Випускався малою серією (не більше 100 одиниць) на замовлення німецьких окупаційних військ у 1943 році, брав обмежену участь у боях на стороні вермахту (як Panzerkampfwagen P40 737 (i)), проти англо-американських військ.
В кінці 1940 року командування італійських бронетанкових військ розробило технічні умови для танка нового типу, який повинен був володіти потужнішим озброєнням і бронюванням.
Попри те, що робота над танком почалася в 1940 році, перший прототип був готовий до випробувань тільки в 1942 році. Така затримка була викликана зміною озброєння, а також труднощі з пошуком відповідного двигуна. Перший прототип був озброєний 75-мм гарматою 75/18, а другий — 75/32. Четвертий прототип танка мав модифіковані корпус і башту, в якій була встановлена 75-мм гармата 75/34. Крім того, 26-тонні танки P40 планувалося оснащувати дизельними двигунами.

## Модифікації
Були принаймні два запланованих варіанти P40. Один був названий P43,— танк масою понад 30 тонн, який мав мати лобову броню близько 80 мм та основну гармату або довшу 75-мм або такої ж довжини 90-мм, яка монтувалася на Semovente M41 90/53. Однак у цьому варіанті танк було створено лише кілька дерев'яних моделей у масштабі.
Був інший проект — Semovente 149/40, на основі корпусу P40. Правда, тільки одну таку машину було коли-небудь побудовано. Це була дуже мобільна самохідна артилерійська установка, і його озброєння було найпотужнішим в італійській армії. 149 мм/40-калібру артилерійська гармата з дальністю понад 23 км (трохи більше, ніж у США M1 Long Tom). Ця гармата була виговлена в дуже невеликій кількості, а італійська артилерія залишалася в основному обладнана застарілою зброєю протягом всієї війни. Завдяки своїй масі, вона була досить громіздка для переміщення, і тому було вирішено побудувати самохідні версії, використовуючи найпотужніший з усіх італійських військових транспортних засобів. Весь простір корпусу P40 була віддано під устаноку гармати, так що при переміщенні — боєприпаси і екіпаж перевозили додатковими транспортними засобами. Гармати були б готові стріляти через три хвилини після зупинки, в порівнянні з 17 хвилинами, які потрібно було для буксируваної артилерії.
Робота по Semovente 149/40 почалося в 1942 році і прототип був випробуваний у 1943 році, але італійська армія була не дуже вражена. Після перемир'я машина була придбана німцями, але вони також не були взахваті. Нарешті американські війська захопили її під час вторгнення до Німеччини і направили її на Абердинський випробувальний полігон для тестування. За винятком підвіски,— інша частина цієї самохідки, ймовірно, надихнула американців на M107.